# Marcus Claudius Marcellus (Konsul 331 v. Chr.)
Marcus Claudius Marcellus war ein Politiker der römischen Republik und zusammen mit Gaius Valerius Potitus einer der Konsuln des Jahres 331 v. Chr.
Marcellus war dictator comitiorum habendorum causa („zur Abhaltung von Wahlen“) im Jahr 327 und der erste plebejische Claudier, der zum Konsulat aufstieg.